# Collins Valentine Filimon
Collins Valentine Filimon (* 14. Februar 1998 in Bukarest) ist ein österreichischer Badmintonspieler rumänischer Herkunft.

## Karriere
Collins Valentine Filimon wurde von 2015 bis 2020 fünf Mal in Serie rumänischer Meister. 2021 wechselte er nach Österreich. Für seine neue Heimat startete er bei den Olympischen Spielen 2024 in Paris. Im Herreneinzel schied er dabei schon in der Vorrunde aus.

## Erfolge

### Balkanmeisterschaften
Herreneinzel
| Jahr | Ort                                   | Gegner     | Ergebnis     | Resultat |
| ---- | ------------------------------------- | ---------- | ------------ | -------- |
| 2016 | Sala Polivalentă Iași, Iași, Rumänien | Iwan Rusew | 16–21, 18–21 | Bronze   |

Mixed
| Jahr | Ort                                        | Partner             | Gegner                           | Ergebnis     | Resultat |
| ---- | ------------------------------------------ | ------------------- | -------------------------------- | ------------ | -------- |
| 2014 | Beroe Sports Hall, Stara Sagora, Bulgarien | Cătălina Simionescu | Blagowest Kisjow Gabriela Stoewa | 19–21, 18–21 | Bronze   |

### BWF International Challenge/Series
Herreneinzel
| Jahr | Wettbewerb              | Gegner         | Ergebnis            | Resultat |
| ---- | ----------------------- | -------------- | ------------------- | -------- |
| 2022 | Slovenian International | Lin Kuan-ting  | 21–17, 23–25, 21–12 | Gold     |
| 2024 | Malta International     | Wolfgang Gnedt | 19–21, 21–17, 21–11 | Gold     |